# صموئيل مور
صموئيل مور (بالإنجليزية: Samuel Moore) هو سياسي أمريكي، ولد في 8 فبراير 1774، وتوفي في 18 فبراير 1861. انتخب عضو مجلس النواب الأمريكي.